# Canti della libertà
Canti della libertà è un album della cantante italiana Milva, pubblicato dall'etichetta discografica Cetra (numero di catalogo LPB 35027) nel 1965.

## Tracce
1. Inno a Oberdan
2. Addio Lugano bella
3. Fischia il vento
4. Los Cuatro Generales
5. Horstwessel Lied[1]
6. La Marseillaise
7. La Carmagnole
8. Lungo la strada
9. John Brown
10. La Cucaracha

Orchestra diretta da Gino Negri.